# Hôpital Sainte-Catherine
Hôpital Sainte-Catherine byl středověký špitál, později nemocnice v Paříži zbořená v roce 1853, která se nacházela na rohu domu č. 33 bis rue des Lombards a č. 20 rue Saint-Denis v 1. obvodě.

## Dějiny
Původně zde vznikl hôpital Sainte-Opportune založený v roce 1181 při kostele Svaté Oportuny na protější ulice pro ubytování poutníků. Ve 13. století změnil svůj účel a začal se nazývat hôpital Sainte-Catherine. Špitál dočasně přijímal ženy bez domova, které přišly do Paříže z venkova. Kolem roku 1540-1545 spravovali špitál společně bratři svatého Augustina a sestry augustiniánky, později pouze ony. Nemocnice měla také za úkol pohřbívat na nedalekém hřbitově Neviňátek těla nalezená v ulicích Paříže a těla lidí utopených v Seině, uložená v márnici Châtelet a převezená do márnice Sainte-Catherine. Jako kompenzaci za pohřební náklady mohly jeptišky prodávat oblečení mrtvých.
Špitální kaple na rue Saint-Denis, postavená kolem roku 1222 a přestavěná v roce 1479, byla v 15. a 16. století sídlem bratrstva svatého Mikuláše pařížských lékárníků a obchodníků s potravinami.
Špitálnice od svaté Kateřiny měly svůj venkovský dům v místě domu č. 221 rue Saint-Denis. Zde později vznikl cour Sainte-Catherine, kde vznikla škola.
Po znárodnění majetku duchovenstva výnosem z 2. listopadu 1789 se nemocnice stala národním majetkem, ale komunita pokračovala ve své dobročinné činnosti až do roku 1794. V roce 1795 byla nemocnice přidělena dílně Národního ústavu pro nevidomé dělníky, kterou založil Valentin Haüy. Tato dílna byla v roce 1800 spojena s nemocnicí Quinze-Vingts. Dne 16. prosince 1796 se v kapli konalo zakládající shromáždění kultu theofilantropie, jehož jedním ze zakladatelů byl Valentin Haüy. Kaple byla vrácena katolickým bohoslužbám v říjnu 1800 a theofilantropie byla zakázána v roce 1803. Budovy staré nemocnice byly prodány v roce 1818 a poté zbořeny spolu s kaplí v roce 1853 během výstavby Boulevardu Sébastopol a rozšíření Rue Saint-Denis. Při této demolici byly objeveny klenuté sklepy.